# Fisksjön (Umeå socken, Västerbotten, 708929-170557)
Fisksjön är en sjö i Umeå kommun i Västerbotten och ingår i Umeälvens huvudavrinningsområde.